# Gaahl
Kristian Eivind Espedal (Sunnfjord, 7. kolovoza 1975.), poznatiji pod umjetničkim imenom Gaahl, norveški je pjevač, glazbenik i slikar. Najpoznatiji je kao bivši frontmen black metal-sastava Gorgoroth. Osnivač je i glavni vokal Trelldoma i Gaahlskagga. Otkad je napustio Gorgoroth 2007., postao je član sastava God Seed, Wardruna i Gaahls Wyrd. Posvećen mu je dokumentarni film True Norwegian Black Metal, a pojavio se i u filmu Bijeg.

## Rani život
Gaahl je rođen 1975. u Sunnfjordu, mjestu u norveškom okrugu Sogn og Fjordane. U djetinjstvu je živio u rijetko naseljenoj dolini Espedal koja se nalazi u okrugu Fjaler. Gaahl i njegova obitelj i dalje posjeduju kuće u toj dolini, premda on sam više živi u Bergenu.

## Karijera

### Rana karijera (1993. – 1998.)
Gaahl se počeo baviti black metalom 1993., kad je s gitaristom Tyrantom i basistom Taakeheimom osnovao grupu Trelldom. Zajedno su objavili demo-uradak u ožujku 1994. na kojem je bubnjeve svirao Goat Pervertor. Gaahl i Tyrant početkom 1995. snimili su i objavili Trelldomov prvi album Til Evighet uz pomoć bubnjara Olea Nica. Godine 1998. objavljen je album Til et Annet na kojem je bubnjeve svirao Mutt. Iste se godine Gaahl počeo baviti skupinama Sigfader i Gaahlskagg; u prvoj su sudjelovali i Stian Lægreid (Skagg), Tarjei Øvrebotten (Goatboy), Jan Atle Lægreid (Thurzr), Einar Selvik (Kvitrafn) i Mutt, dok su u drugoj uz Gaahla svirali Skagg, Thurzr i Mutt. Obje su skupine 1999. objavile po jedan EP.

### Gorgoroth (1998. – 2007.)
Gaahl se 1998. pridružio Gorgorothu i prvi je put sudjelovao na njegovu albumu Destroyer, na kojem je pjevao naslovnu pjesmu. Prvi je put nastupio s grupom u svibnju te godine, kad je otišla održati pet koncerta u Njemačkoj s Cradle of Filthom.
Prvi Gorgorothov album na kojem je Gaahl pjevao sve pjesme jest Incipit Satan. Taj je album sniman od srpnja do listopada 1999. Glazbu su skladali gitaristi Infernus i Tormentor, a tekstove pjesama napisali su Infernus i Gaahl; Gaahl je napisao stihove za naslovnu pjesmu i za "Ein Eim av Blod og Helvetesild". Također je prvi uradak skupine s elementima industrijalne glazbe, dark ambienta i noisea.
Godine 2002. izrečena mu je zatvorska kazna za napad koji se dogodio 2000. i žrtvi je morao platiti 158.000 norveških kruna (oko 116.500 kuna). Gorgoroth je u svibnju te godine počeo snimati album Twilight of the Idols. Gaahl je mogao početi sa snimanjem vokala tek u siječnju 2003. jer je morao odslužiti zatvorsku kaznu. Uradak je objavljen u srpnju 2003.
Skupina je u veljači 2004. održala koncert u poljskom gradu Krakovu tijekom kojeg su se na sceni nalazile ovčje glave nabijene na kolce, sotonistički simboli i križevi na kojima su bili goli modeli prekriveni krvlju. Taj je događaj doveo do policijske istrage zbog navoda o kršenju vjerskih propisa (što je kažnjivo prema poljskom zakonu) i zlostavljanju životinja. Protiv skupine na kraju nije potpisana kaznena prijava. Zbog tih kontroverzija Nuclear Blast onemogućio je skupini da nastavi turneju, a snimke koncerta zaplijenila je policija. Grupa je naknadno raskinula ugovor s Nuclear Blastom.
U svibnju 2004. Gaahlu je još jednom izrečena zatvorska kazna za nasilje. Zatražio je smanjenu kaznu i u veljači 2005. osuđen je na 14 mjeseci zatvora, a morao je i žrtvi isplatiti 190.000 norveških kruna (oko 140.000 kuna). Riječ je o događaju koji se dogodio u veljači 2002. tijekom kasnonoćnog tuluma u Gaahlovoj kući u Espedalu kad se sukobio s čovjekom koji je ušao u njegovu kuću. Gaahl je optužen da ga je pretukao, mučio ga više sati, da je sakupljao njegovu krv u šalicu i nagovarao ga da je popije. Gaahl je komentirao: "Zapravo sam ja napadnut, ali misle da sam ga prežestoko kaznio. Uvijek kažem ovo: ako ljudi svejedno pređu crtu nakon što im kažem kad trebaju stati, ja ću odlučiti o njihovoj kazni." Također je izjavio da je toj osobi dao šalicu "tako da mi ne zamrlja cijelu kuću svom tom krvlju". U ožujku 2006. snimio je vokale za Gorgorothov album Ad Majorem Sathanas Gloriam. Članovi sastava komentirali su da je od travnja do prosinca 2006. bio u zatvoru.
U siječnju 2007. posvećen mu je dokumentarni film True Norwegian Black Metal. Prikazan je u travnju te godine u pet dijelova na vbs.tv-u, mreži časopisa Vice. U tom je filmu Gaahl snimateljima pokazao svoju kuću u Espedalu i okolicu. Film je režirao fotograf Peter Beste, koji se i pojavljuje u njemu.
Gaahl se u svibnju 2007. pojavio na trećem Trelldomovom albumu Til Minne. Jedini je izvorni član skupine koji se pojavio na tom uratku, a uz njega su na njemu sudjelovali gitarist Valgard, basist Stian, bubnjar Are i violinist Egil Furenes.
Gaahl i King ov Hell u listopadu 2007. pokušali su izbaciti osnivača Infernusa iz skupine, što je dovelo do spora oko prava na ime Gorgoroth.

### Nakon Gorgorotha (2008. – danas)
U srpnju 2008. Gaahl je u internetskom intervjuu otkrio da je sudjelovao u lansiranju ženske modne kolekcije Wynjo s modnim agentom Danom De Verom i dizajnericom Sonjom Wu. Tad je otkriveno i da je od 2006. bio u "bliskom odnosu" s De Verom. Nakon nekog su se vremena razišli, ali su ostali u prijateljskom odnosu. U izdanju časopisa Rock Hard iz studenog 2008. Gaahl je izjavio da je homoseksualac.
Ubrzo nakon toga De Vero je izjavio da su mu obožavatelji black metala slali prijeteće poruke – da su mu ih ostavljali pred vratima, slali ih e-poštom i prijetili mu telefonom. Prema nekim navodima na festivalu Wacken Open Air te je godine iza kulisa došlo do borbe koju su potaknule homofobne izjave; osoba odgovorna za te izjave navodno je završila u zatvoru. Međutim, Gaahl je izjavio da mu nitko uživo "nije rekao ništa pogrdno". Kad ga je webzin FaceCulture pitao smatra li da će ljudi drugačije gledati na njega i njegovu glazbu nakon što je izjavio da je homoseksualac, Gaahl je odgovorio:
Spor oko imena Gorgoroth zaključen je u ožujku 2009. kad je Oslanski okružni sud zaključio da je Infernus zakoniti vlasnik imena. Također je zaključio da su pokušajem izbacivanja Infernusa iz skupine Gaahl i King zapravo izbacili sami sebe. Tog su se mjeseca Gaahl i King počeli služiti imenom God Seed.
Početkom 2009. Gaahl je proveo dva mjeseca u Španjolskoj gdje je, prema Kingovim riječima, radio na tekstovima i vokalnim aranžmanima za pjesme na debitantskom studijskom albumu God Seeda. Međutim, u drugom intervjuu koji se održao u travnju 2009. King je izjavio:
God Seed nastupio je na festivalu Hellfest Summer Open Air u lipnju i festivalu With Full Force u srpnju 2009. U kolovozu je Gaahl izjavio da je napustio skupinu. King je kasnije komentirao da se Gaahl zapravo odlučio na neko vrijeme odmoriti od metala i da je zbog toga God Seed 'stavljen na čekanje'.
Gaahl se u siječnju 2010. pridružio bergenskom kazalištu Den Nationale Scene i glumio u priredbi Svartediket, osmišljenoj za međunarodni festival Festspillene i Bergen. Taj je događaj doveo do polemika zbog Gaalhovih protukršćanskih uvjerenja i podrške spaljivanju crkvi. Bjørgvinski biskup usprotivio se Gaahlovoj ulozi.
Pojavio se u norveškom povijesnom akcijskom trileru Bijeg iz 2012. u kojem je glumio strijelca Grima.
God Seed ponovno se okupio 2012. i objavio je debitantski studijski album I Begin. Posljednji koncert skupina je održala u kolovozu 2015.
U rujnu 2015. Gaahl je objavio da je osnovao novu skupinu Gaahls Wyrd, a njezin je prvi koncert održan 13. studenoga 2015. na norveškom Blekkmetal Festivalu. O osnivanju nove skupine izjavio je:
Gaahl se bavi i slikarstvom. U bergenskoj galeriji Galleri Fjalar izložio je svoje slike.

## Privatni život i vjerovanja
Gaahl je otvoreno homoseksualac. Po zanimanju je umjetnik, a neke od njegovih slika izložene su u galeriji. Vegetarijanac je (iako drugi izvor tvrdi drugačije) i "protivi se drogama i mentalitetu ovisnika o drogi".
Prakticira nordijski šamanizam i često nosi privjesak u obliku Mjollnira.

### Kršćanstvo i sotonizam
Gaahl je iznimno kritičan prema kršćanstvu, zbog čega ga se često naziva sotonistom, iako je izjavio da ne želi da ga se takvim opisuje. U intervjuu iz 1995. izjavio je: "Ja sam svoj Bog i svoj Sotona, pa prema tome nisam sotonist." U šali je dodao: "Možda biste to mogli nazvati gaahlizmom." Ponovio je svoja vjerovanja u dokumentarnom filmu True Norwegian Black Metal: "Bog u tebi jedini je istinski bog." U intervjuu za dokumentarni film Metal: A Headbanger's Journey, tijekom čijeg snimanja je još uvijek bio u Gorgorothu, upitan je što nadahnjuje glazbu skupine, na što je odgovorio samo "Sotona." Kad je pitan što mu Sotona predstavlja, odgovorio je: "Slobodu."
Gaahl je ovako objasnio svoje korištenje sotonističke tematike:
Nakon što je upitan je li ga u vjerovanjima i korištenju riječi "nadčovjek" nadahnuo Friedrich Nietzsche, odgovorio je: "Ne predstavlja mi ništa i nemamo mnogo toga zajedničko. Usredotočujem se na sebe i na vlastite misli."
Gaahl se suprotstavio i Sotonističkoj Crkvi, koju je opisao kao grupu "slabića koji se skupljaju poput štakora i koji se boje samostalno biti svoji na svome". Dodao je: "Anton LaVey i njegovi sljedbenici nevjerojatno su smiješni. Sve je to tako djetinjasto. Neću trošiti riječi na njih."

### Kontroverzije o spaljivanju crkvi i black metal
Izjavio je da je individualnost najvažniji čimbenik black metala. Taj je žanr opisao kao "prikaz iskrenosti bez kompromisa" i "rat za one koji čuju šapat". Nakon što je u dokumentarnom filmu Metal: A Headbanger's Journey (iz 2005.) upitan što misli o spaljivanju crkvi povezanim s ranom norveškom black metal scenom, odgovorio je:
Spaljivanje crkvi komentirao je i u intervjuu iz 1995.:

### Politička stajališta
Gaahl tvrdi da ne zagovara nijedan oblik politike i da se među njegovim prijateljima nalaze i desničari i ljevičari.
U intervjuu iz 2013. Gaahl je o slobodi govora izjavio: "Trebali biste moći reći što god želite, to je jedini način na koji možete evoluirati. Ako svima negiramo pravo na mišljenje, ne možemo rasti […] Međutim, ljudi bi trebali biti i sposobni suočiti se s posljedicama javnog izražavanja. […] Kakva ste osoba ako ne omogućite drugima da govore protiv vas?"

## Diskografija

### Gorgoroth (1998. – 2007.)
- Destroyer (1998.)
- Incipit Satan (2000.)
- Twilight of the Idols (2003.)
- Ad Majorem Sathanas Gloriam (2006.)

### Trelldom (1993. – danas)
- Disappearing of the Burning Moon (1994.)
- Til Evighet (1995.)
- Til et Annet... (1998.)
- Til Minne (2007.)

### God Seed (2009., 2012. – 2015.)
- I Begin (2012.)

### Wardruna (2003. – 2015.)
- Runaljod – gap var Ginnunga (2009.)
- Runaljod – Yggdrasil (2013.)

### Gaahls Wyrd (2015. – danas)
- GastiR - Ghosts Invited (2019.)

### Gaahlskagg (1998. – danas)
- Erotic Funeral (2000.)